# Full Metal Panic? Fumoffu
Full Metal Panic? Fumoffu (яп. フルメタル・パニック？ふもっふ, укр. Сталева тривога? Фумоффу) — японський комедійний аніме-серіал, створений студією Kyoto Animation.
Було створено 12 серій, але в Японії було показано тільки 11 з них. 12 серія «Mysteries of Fummofu» вийшов на телеекрани тільки в США. Це було пов'язано з тим, що в сюжеті цієї серії йшлося про викрадення школяра терористами. Якраз під час трансляції така ж само подія сталася в одній зі шкіл Японії.
Вигадана школа Дзіндай (陣代), де навчаються Чідорі та Сагара, відповідає реальному аналогу — школі Дзіндай, яка розташована в Чофу, Токіо.
В серіалі немає загального сюжету, кожна серія це окрема пригода. Частина серій створена за однойменною манґою, частина вигадана Kyoto Animation. Єдина сюжетна лінія, що проходить через весь серіал, це історія розвитку романтичних стосунків між головними героями Соске Саґари та Канаме Чідорі.

## Основа серіалу

Бойовий костюм Бонта. Єдиний звук, що може видавати людина, коли його надіне це «фумоффу», що і дало ім'я серіалу.

Full Metal Panic? Fumoffu є частиною серіалу Full Metal Panic!, але єдине що споріднює Fumoffu з оригінальними серіями це головні герої. На відміну від Full Metal Panic, який створила студія GONZO, виробництвом Full Metal Panic? Fumoffu займалися Kyoto Animation, що значно позначилося на серіалі. Була змінена жанрова направленість — з бойовика на романтичну комедію) та сюжет який у Fumoffu скоріше пародіює перший серіал ніж продовжує його показуючи життя головного героя Соске Саґари в звичайній японській школі). Але в наступному сезоні Full Metal Panic! The Second Raid серіал повернувся до основної сюжетної лінії.

## Персонажі

Соске Саґара

- Соске Саґара (яп. 相良 宗介)

Соске Саґара — шістнадцятилітній хлопець. Середнього зросту, худорлявий, з темним, розкуйовдженим і погано підстриженим волоссям, на лівій щоці — хрещатий шрам. Не зважаючи на юний вік, Саґара — повністю підготовлений професійний солдат з величезним бойовим досвідом. Побував в багатьох «гарячих точках» по всьому світу. Все його життя пройшло на війні або ж у військовій підготовці, він блискуче володіє зброєю, військовою технікою, навчений рукопашному бою. Звання — сержант. Безпосередній начальник — старший сержант Мелісса Мао.
Вкрай погано орієнтується в мирному житті, не уявляє собі життя звичайних «мирних» однолітків, не має ніякого досвіду романтичних стосунків з дівчатами. Навіть замість «так» він зазвичай говорить «так точно».

Любить японські страви, зовсім не вживає спиртного, оскільки «алкоголь руйнує нервові клітини». У вільний час любить рибалити, але книжки читає тільки на військову тематику.
Опинившись в ролі школяра Саґара із самого початку повівся дивно, з точки зору однолітків, про нього склали думку як про «армійського отаку». Вчитися Саґарі непросто, його головні «вороги» — «кобун» (література) та історія Японії.

З часом Саґара прив'язується до Канаме, йому стає небайдуже її ставлення до нього, але на романтику залишається мало часу — постійно доводиться або випробовувати на собі характер дівчини, або рятувати їй життя, або відправлятися кудись воювати. В цілому, Саґара зі своєю військовою «непробивністю» виявляється єдиним, хто здатен будувати з Чідорі близькі відносини.
- Канаме Чідорі (яп. 千鳥 かなめ)

Канаме Чідорі

Ім'я перекладається як «кульова блискавка». Шістнадцятилітня симпатична старшокласниця, учениця старшої школи «Джіндай», останній рік навчання. Кмітлива, авторитетна серед однокласників, віце-президент Шкільної Ради. Характер украй запальний, лідер, легко командує, організовує клас, добивається послуху. В той же час легко тривожиться, соромиться показувати свої почуття, ховаючи їх за неприродним сміхом та агресією. 
Навчається успішно, в точних науках — на здібностях, в гуманітарних — за рахунок постійних наполегливих занять. «Слабкий» предмет: географія (вважає, що Женева — столиця Бразилії). Чудово фізично розвинена, член шкільного клубу софтболу (варіант бейсболу), відмінний гравець. 
Любить готувати, особливо японські страви. Вранці у неї знижений тиск. Прокидається насилу. Живе одна — мати померла 3 роки тому. Про батька відомостей немає. 
Канаме дуже популярна, але у неї немає хлопця — в школі її побоюються через характер. Канаме закохується в Саґару, при цьому вона не змінює своєї звичайної манери поведінки, але починає з розумінням ставитися до його дивацтв.

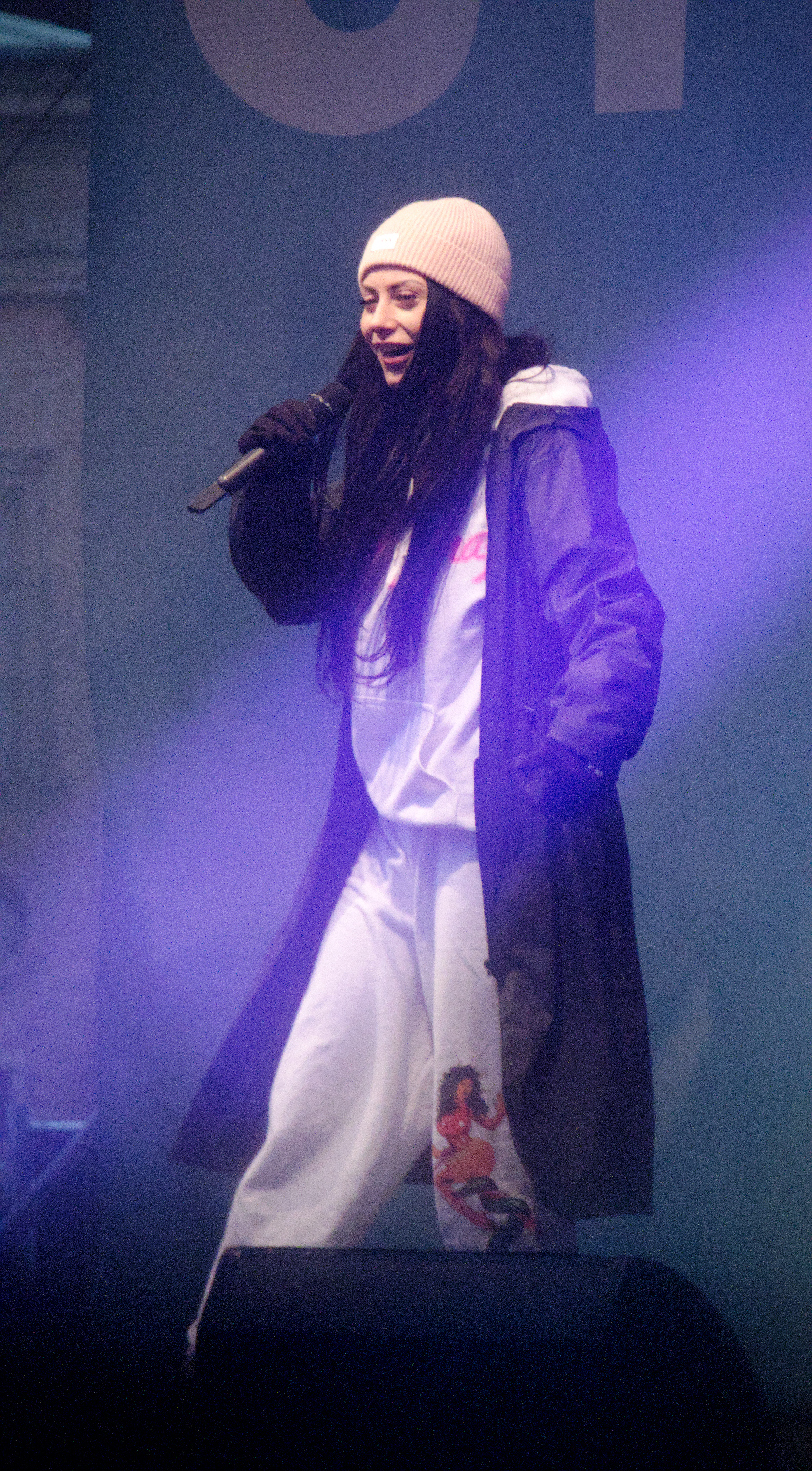
Тереза «Тесса» Тестаросса

- Тереза «Тесса» Тестаросса (яп. テレサ・テスタロッサ)

Капітан підводного човна «Туата де Данаан». Має звання полковника. Кавайна шістнадцятилітня дівчина з попелястим волоссям і великими сірими очима. Вундеркінд. Багато в чому виглядає як протилежність Канаме — слабка, зовсім не спортивної статури, дуже скромна, постійно запинається і падає на рівному місці. Але, так само як і Канаме, дуже здібна до точних наук. Народилася на Американському Східному Узбережжі, подорожувала по всьому світу разом з сім'єю. У неї є старший брат Леонард, але стосунків з ним воне не підтримує. Теса не любить говорити про брата, але дуже поважає його за інтелектуальні здібності.
Як організатор і керівник вона відмінно підготована і дуже здібна, як командир підводного човна в бойовій обстановці — просто незамінна, оскільки краще за всіх відчуває корабель, знає і уміє використовувати усі його можливості. Проте за нею усе ще наглядають досвідчені офіцери Андрій Калінін і Річард Мардукас.

Теса добре знає собі ціну і пишається своїми здібностями і досягненнями. Її особливість і слабкість — «комплекс відмінника»: дівчина категорично не може визнати, що чогось не може або не вміє, при одному припущення про нездатність до чого-небудь вона виходить з себе і готова подолати будь-які труднощі, щоб довести зворотне.
- Рен Мікіхара (яп. 美樹原蓮) — другорядний жіночий персонаж в ранобе, манзі й аніме світу Full Metal Panic! Тим не менш, вона з'являється тільки в другому аніме-сезоні Full Metal Panic? Fumoffu і камео в Full Metal Panic! The Second Raid.

17-річна студентка старшої школи Дзіндай, секретар президента шкільної ради Хаясімідзу Ацунобу. Існують натяки на романтичні відносини між ними протягом подій Fumoffu.

## Список епізодів
| Епізод | Назва                                 |
| ------ | ------------------------------------- |
| 1.     | Шкільний терорист                     |
| 2.     | Обідня прогулянка                     |
| 3.     | Літня пригода                         |
| 4.     | Як стати Великим Художником           |
| 5.     | Залишаючись в чиємусь серці           |
| 6.     | Збоченець-фетишист                    |
| 7.     | Приховані в тьмі                      |
| 8.     | Боєць чесний і нечесний               |
| 9.     | Благими намірами                      |
| 10.    | Перемогти за всяку ціну               |
| 11.    | Богиня їде до Японії (випробування)   |
| 12.    | Богиня їде до Японії (гарячі джерела) |
| 13.    | Вигадка поза межами моралі            |
| 14.    | Синій птах, якому не накажеш          |
| 15.    | Складний момент п'ятого уроку         |
| 16.    | Заручник безглуздого компромісу       |
| 17.    | Ворожі дії, які присіклися            |